# 张瑞璠
张瑞璠（1919年—2007年），曾用名张斐若，男，湖北巴东人，中国教育史学家，曾任华东师范大学教授、博士生导师。